# Улица Дзержинского (Иваново)
У́лица Дзержи́нского — улица города Иваново. Располагается в Октябрьском районе, в местечке Хуторово.
Начинается от проспекта Ленина и идёт в северо-западном направлении до Химического переулка. Является продолжением Октябрьской улицы. Пересекается с улицами: Войкова, Тимирязева, переулками: 2-й Зарядьевский, Химический.

## Происхождение названия

Окрестности Хуторово. Начало XX века

Улица находилась в местечке Хуторово. Первоначально называлась Сретенской. В 1927 году была переименована в честь Феликса Эдмундовича Дзержинского (1877—1926) — революционера, советского государственного и партийного деятеля, основателя Всероссийской чрезвычайной комиссии, ставшей основным инструментом красного террора.

## Архитектура
Основную часть застройки составляют многоэтажные жилые дома советской планировки, имеются памятники архитектуры.

На улице располагается:
- Усадьба С. Н. Полушина, 1905 г. — дом 36/8 в стиле эклектики, архитектор С. В. Напалков. Ныне областная научная библиотека.[2]
- Офисный центр (территория бывшей фабрики им. Н. К. Крупской)

На перекрёстке с проспектом Ленина находится знаменитый «Дом-корабль».

## Транспорт
По улице не проходят маршруты общественного транспорта.

## Галерея

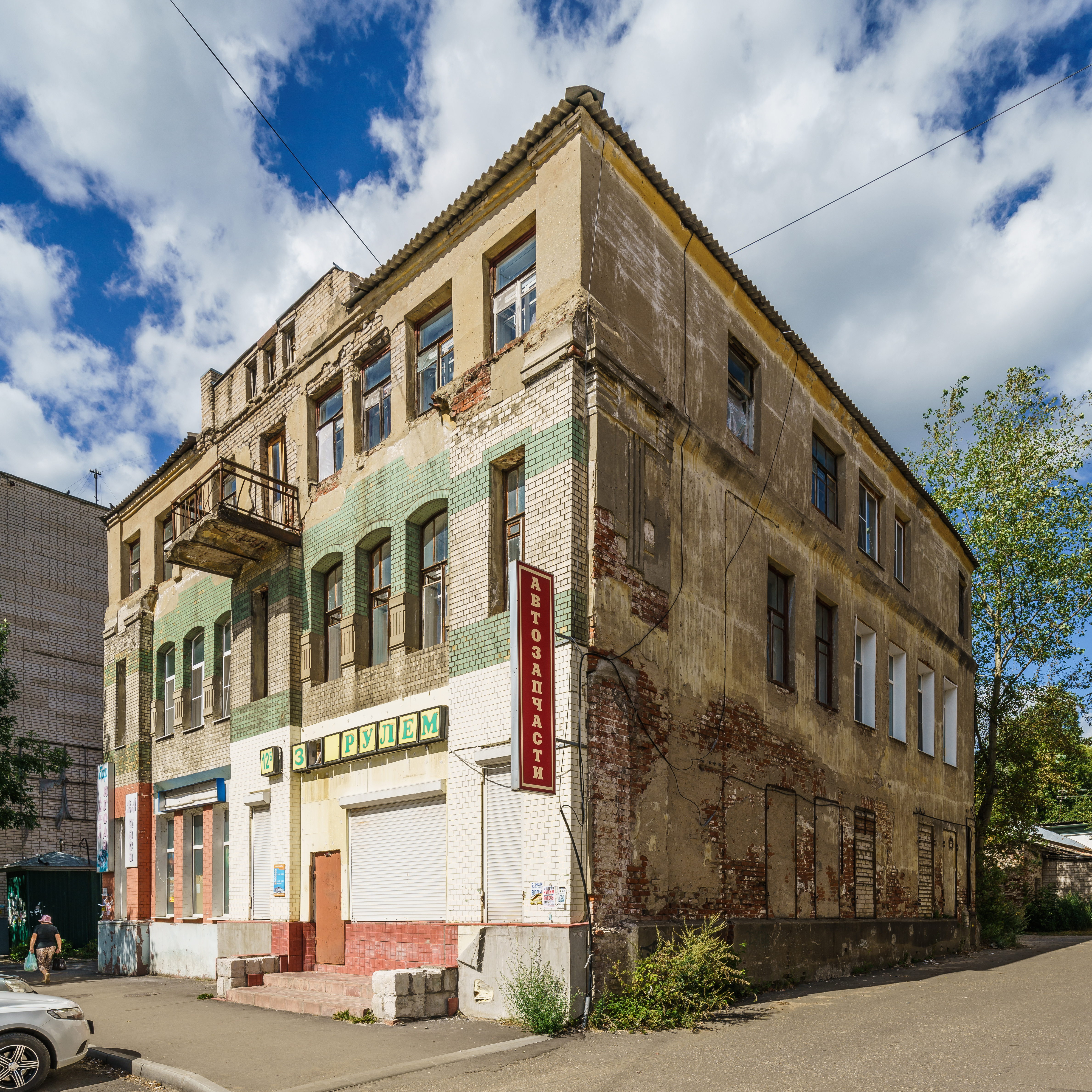
Ул. Дзержинского, д. 12 (бывшая усадьба Удина)
На перекрёстке с улицей Войкова
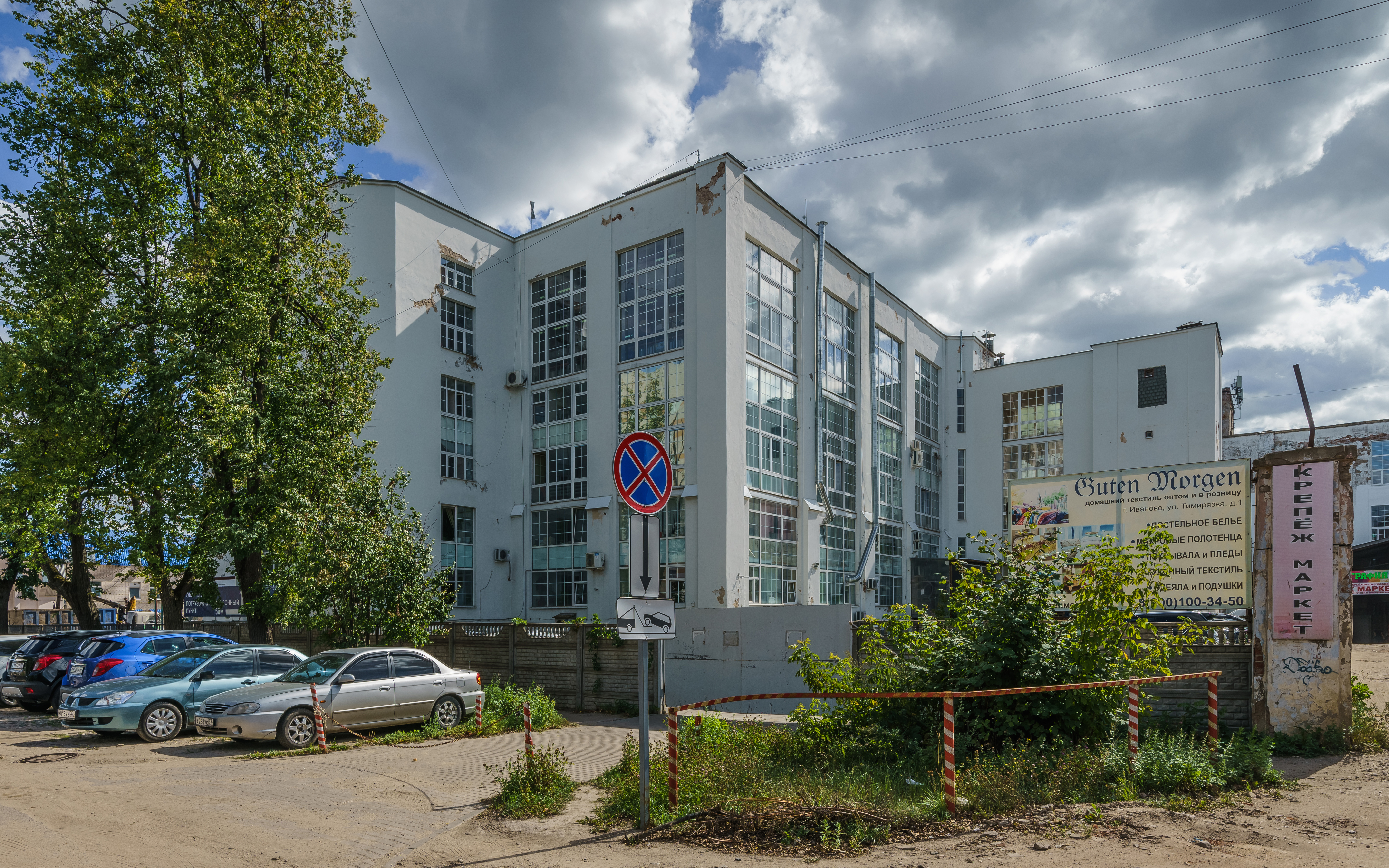
Бывшая фабрика им. Дзержинского (на пересечении с ул. Тимирязева)
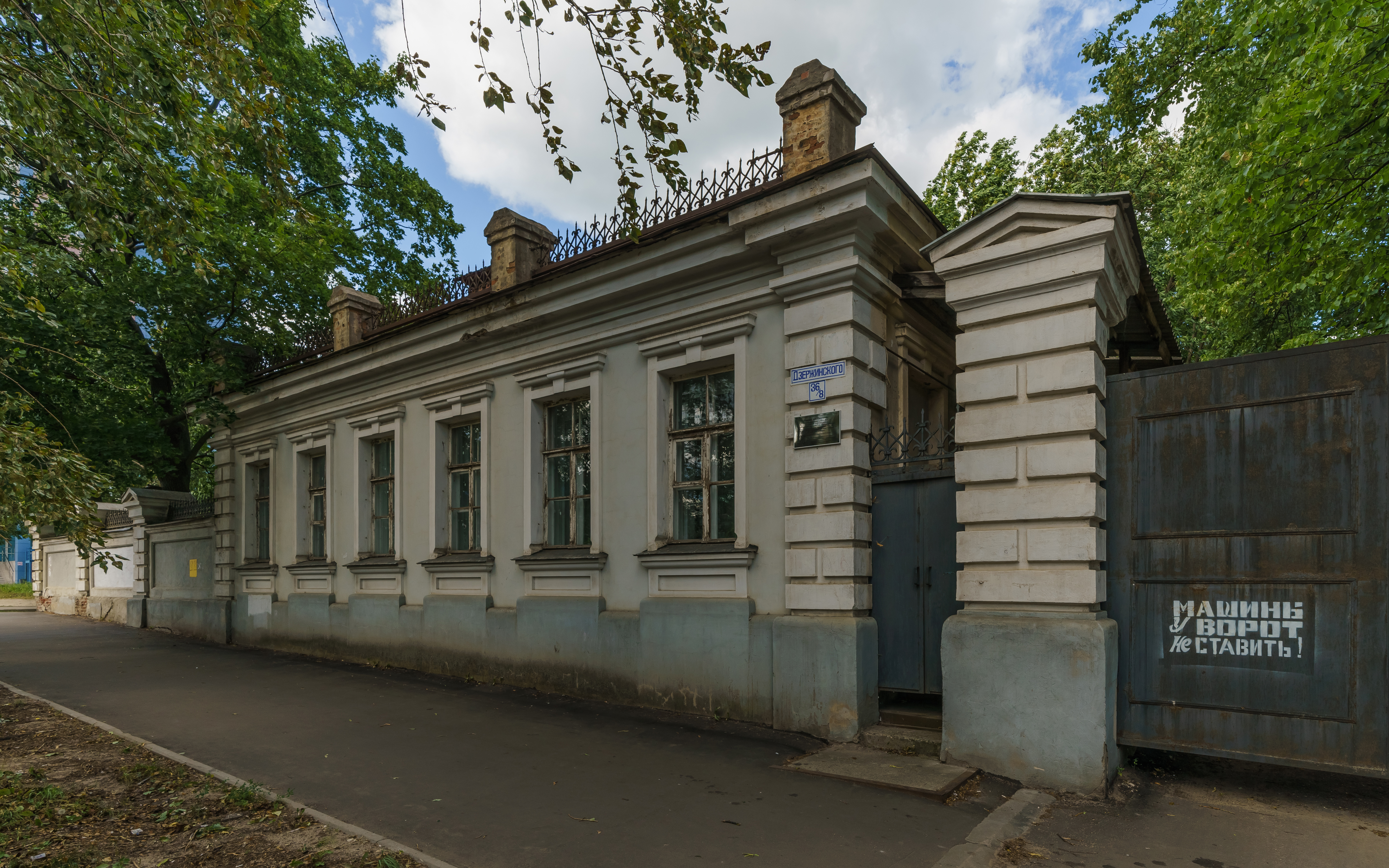
Бывшая усадьба Полушина, привратницкая
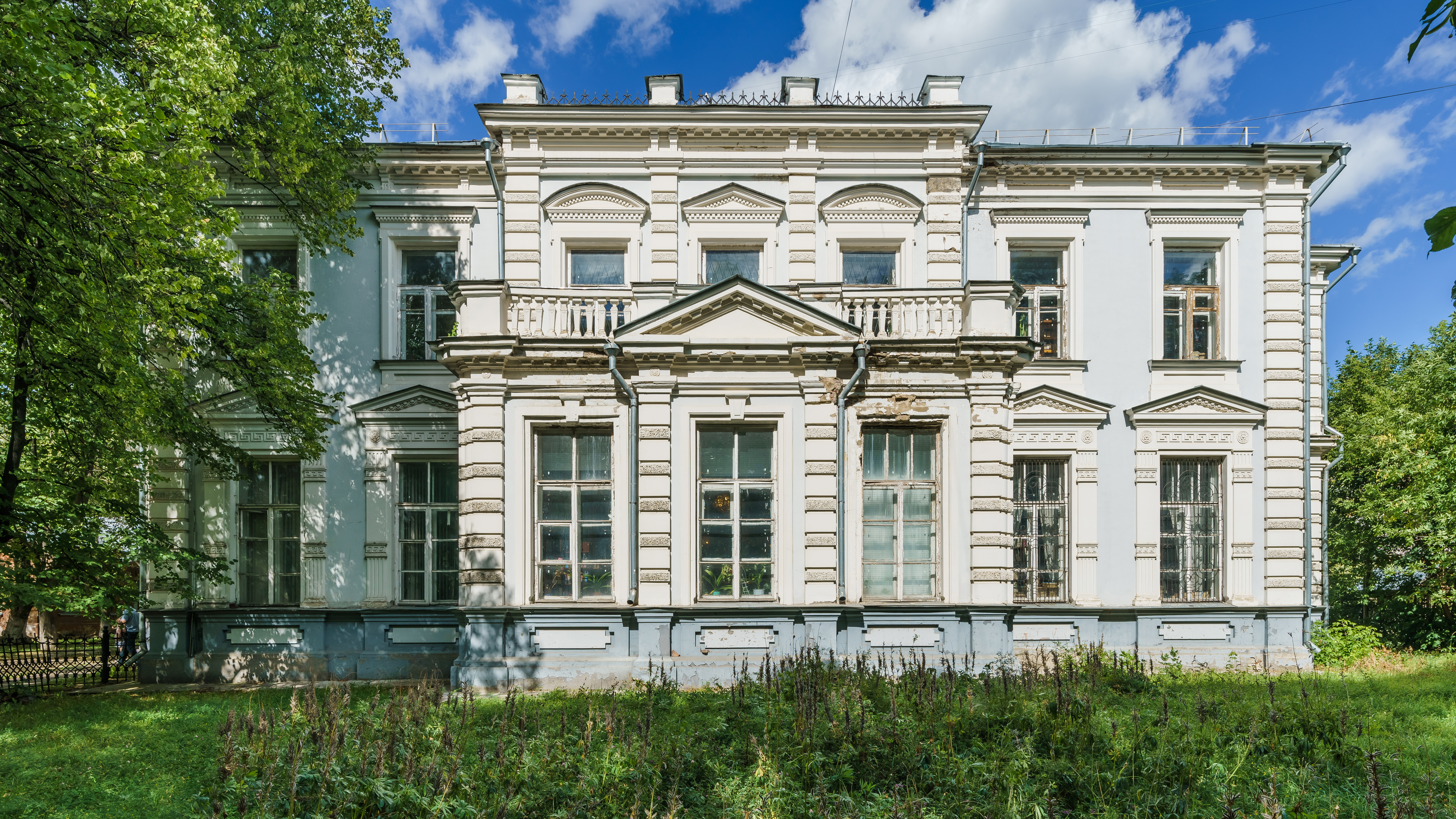
Бывшая усадьба Полушина, главный дом (ныне отделение научной библиотеки)